# موريل (نبراسكا)
موريل (بالإنجليزية: Morrill, Nebraska)‏ هي معلم جغرافي تقع في الولايات المتحدة في مقاطعة سوكتس بلوف، نبراسكا. يقدر عدد سكانها بـ 921 نسمة ومساحتها 1.55 كم2 وترتفع عن سطح البحر 1,216 متر.

## التركيبة السكانية
قام مكتب تعداد الولايات المتحدة بتحديد بيانات التركيبة السكانية لموريل في تعداد الولايات المتحدة. في ما يلي، التركيبة السكانية حسب تعدادي 2000 و2010.

### تعداد عام 2000
بلغ عدد سكان موريل 957 نسمة بحسب تعداد عام 2000، وبلغ عدد الأسر 416 أسرة وعدد العائلات 264 عائلة مقيمة في القرية. في حين سجلت الكثافة السكانية 1,610.2 نسمة لكل ميل مربع (621.7/كم2). وبلغ عدد الوحدات السكنية 445 وحدة بمتوسط كثافة قدره 748.7 نسمة لكل ميل مربع (289.1/كم2).
وتوزع التركيب العرقي للقرية بنسبة 91.75% من البيض و 1.46% من الأمريكيين الأصليين و 0.52% من الأمريكيين ذوي الأصول الآسيوية و 0.10% من الأمريكيين الأفارقة و 0.52% من عرقين مختلطين أو أكثر.
بلغ عدد الأسر 416 أسرة كانت نسبة 24.5% منها لديها أطفال تحت سن الثامنة عشر تعيش معهم، وبلغت نسبة الأزواج القاطنين مع بعضهم البعض 54.8% من أصل المجموع الكلي للأسر، ونسبة 5.8% من الأسر كان لديها معيلات من الإناث دون وجود شريك، وكانت نسبة 36.3% من غير العائلات. تألفت نسبة 33.2% من أصل جميع الأسر من أفراد ونسبة 15.1% كانوا يعيش معهم شخص وحيد يبلغ من العمر 65 عاماً فما فوق. وبلغ متوسط حجم الأسرة المعيشية 2.94، أما متوسط حجم العائلات فبلغ 2.30.
بلغ العمر الوسطي للسكان 44 عاماً. وكانت نسبة 22.5% من القاطنين تحت سن الثامنة عشر، وكانت نسبة 6.0% بين الثامنة عشر والأربعة وعشرون عاماً، ونسبة 23.3% كانت واقعةً في الفئة العمرية ما بين الخامسة والعشرون حتى والأربعة وأربعون عاماً، ونسبة 27.2% كانت ما بين الخامسة والأربعون حتى الرابعة والستون، ونسبة 21.1% كانت ضمن فئة الخامسة والستون عاماً فما فوق. يوجد لكل 100 أنثى 89.1 ذكر، ويوجد لكل 100 أنثى في الثامنة عشر من عمرها فما فوق 90.3 ذكر.
بلغ متوسط دخل الأسرة في القرية 31,450 دولار، أما متوسط دخل العائلة فبلغ 37,639 دولار. وكان متوسط دخل الذكور 31,750 دولار مقابل 19,500 دولار للإناث. وسجل دخل الفرد الخاص بالقرية 20,191 دولار. وكانت نسبة 4.4% من العائلات ونسبة 7.6% من السكان تحت خط الفقر، وكان من هؤلاء نسبة 9.3% تحت سن الثامنة عشر ونسبة 9.9% في الخامسة والستين من العمر وما فوق.

### تعداد عام 2010
بلغ عدد سكان موريل 921 نسمة بحسب تعداد عام 2010، وبلغ عدد الأسر 417 أسرة وعدد العائلات 262 عائلة مقيمة في القرية. في حين سجلت الكثافة السكانية 1,535.0 نسمة لكل ميل مربع (592.7/كم2). وبلغ عدد الوحدات السكنية 446 وحدة بمتوسط كثافة قدره 743.3 لكل ميل مربع (287.0/كم2).
وتوزع التركيب العرقي للقرية بنسبة 93.3% من البيض و 1.3% من الأمريكيين الأصليين و 0.5% من الأمريكيين ذوي الأصول الآسيوية و 1.3% من عرقين مختلطين أو أكثر.
بلغ عدد الأسر 417 أسرة كانت نسبة 24.5% منها لديها أطفال تحت سن الثامنة عشر تعيش معهم، وبلغت نسبة الأزواج القاطنين مع بعضهم البعض 49.9% من أصل المجموع الكلي للأسر، ونسبة 9.4% من الأسر كان لديها معيلات من الإناث دون وجود شريك، بينما كانت نسبة 3.6% من الأسر لديها معيلون من الذكور دون وجود شريكة وكانت نسبة 37.2% من غير العائلات. تألفت نسبة 33.8% من أصل جميع الأسر من أفراد ونسبة 16.1% كانوا يعيش معهم شخص وحيد يبلغ من العمر 65 عاماً فما فوق. وبلغ متوسط حجم الأسرة المعيشية 2.80، أما متوسط حجم العائلات فبلغ 2.21.
بلغ العمر الوسطي للسكان 44.1 عاماً. وكانت نسبة 21% من القاطنين تحت سن الثامنة عشر، وكانت نسبة 8% بين الثامنة عشر والأربعة وعشرون عاماً، ونسبة 22.7% كانت واقعةً في الفئة العمرية ما بين الخامسة والعشرون حتى والأربعة وأربعون عاماً، ونسبة 26.5% كانت ما بين الخامسة والأربعون حتى الرابعة والستون، ونسبة 21.8% كانت ضمن فئة الخامسة والستون عاماً فما فوق. وتوزع التركيب الجنسي للسكان بنسبة 47.9% ذكور و52.1% إناث.